# Fabrique-cuisine de Samara
La fabrique-cuisine de Samara ou cuisine industrielle de Samara (en russe : Фабрика-кухня) est un bâtiment construit en 1932 pour y installer une entreprise de restauration collective destinée à l'usine Maslennikov (ru). La fabrique-cuisine est située à Samara à l'adresse rue Novo-Sadovaïa, 149.   
De nombreuses grandes entreprises de restauration mécanisée, appelées fabriques-cuisines, sont construites en URSS dans les années 1920-1930. Elles permettent, une fois en fonction, de libérer les ouvriers et ouvrières de contraintes ménagères. Ce bâtiment construit à Samara est unique par sa forme, de style constructiviste, qui représente la faucille et le marteau, symboles du communisme bâti sur l'entente entre les ouvriers et les paysans.  
En 2020, elle est en cours de transformation pour accueillir une filiale de la Galerie Tretiakov de Moscou. 

## Histoire de la construction
En décembre 1929, le Comité exécutif de l'urbanisme de la région de la moyenne Volga décide de faire construire une fabrique de restauration collective avec une capacité de 9 000 repas destinés au personnel de l'usine d'armement et de produits civils no 42 (Usine Maslennikov). Le site de la construction est une parcelle située à l'intersection de la rue Novo-Sadovaïa et de l'avenue Maslennikov. Le projet initial du bâtiment a été réalisé par le bureau de l'usine Maslennikov, mais le comité technique régional de la moyenne Volga y a trouvé trop d'inconvénients et d'imperfections, aussi a-t-il confié la réalisation du projet à une société de Moscou dénommée "Narpit" qui avait déjà de l'expérience en construction d'ateliers de restauration collective. Comme architecte du projet est alors nommée Ekaterina Nikolaïevna Maximova, qui avait déjà dirigé des constructions semblables en URSS.
L'ouverture de la première fabrique de restauration collective, la « fabrique-cuisine de Samara », a eu lieu (mais à 50 % de sa capacité de production) le 1er janvier 1932.
La reconstruction en 1944 est l'œuvre de l'architecte I. Salonikidi.

## Architecture
Selon le plan de l'architecte, un bâtiment de deux niveaux avec sous-sol devait être construit, composé d'un bâti en forme de faucille (en arc) et des locaux de production en forme de marteau. Au rez-de-chaussée de la "faucille" se trouvait le hall d'entrée et le vestiaire. À l'étage, les salles à manger. Les étages étaient reliés entre eux par six escaliers dont trois étaient destinés à l'entrée des locaux et situés dans la "faucille". Le projet prévoyait une terrasse d'été pour les repas en plein air.
Le matériau principal utilisé dans la construction est du béton, tant pour la structure que pour les plafonds et les colonnes.
L'ensemble du projet suit l'esthétique du constructivisme russe. Au rez-de-chaussée et au premier étage de la "faucille" étaient prévus de grands vitraux avec des trumeaux étroits. Lors de la reconstruction en 1944, en vue de réduire les pertes de chaleur, les vitraux ont été remplacés par un mur avec des ouvertures de fenêtres et le bâtiment est devenu plus classique d'aspect ; l'accès central a également été supprimé.

### Histoire ultérieure du bâtiment
Après la faillite de l'usine Masslenikov, le bâtiment abrite une cuisine, des installations sportives, un bar ("Skvozniak"), une boîte de nuit, des bureaux.
En 1999, le bâtiment est transformé en centre commercial ("Le Passage"). Les façades extérieures sont recouvertes de bardage blanc. En 2014, la fabrique-cuisine devient une filiale du Centre national d'art contemporain de Moscou (en), qui fait partie du Centre muséal d'exposition de l'État Rossizo (ru). Un projet de restauration est alors étudié avec remise en état avec un retour à l'aspect original du bâtiment.
Plus tard, la direction et le public de l'Oblast de Samara ont pris l'initiative de modifier le projet initial et de créer dans le bâtiment une filiale de la Galerie Tretiakov. Ils sont soutenus par le ministère de la culture de la fédération de Russie, et ont accepté un programme selon lequel les travaux sur le site devraient être achevés d'ici 2021.
En août 2019, le ministre de la culture de la fédération de Russie Vladimir Medinski a signé le décret sur la création de la filiale de la Galerie Tretiakov à Samara. En février 2020, le directeur de la filiale de Samara a précisé que la restauration et l'ouverture de la filiale du musée était prévue pour la fin de l'année 2021. En 2023, le directeur de la Galerie Tretiakov de Samara, Mikhaïl Savchenko, annonce une ouverture du musée avec une première exposition à l'automne 2023.